# Mirjana Bohanec
Mirjana Bohanec (ur. 2 października 1939 w Zagrzebiu) – jugosłowiańska i chorwacka śpiewaczka operowa (sopranistka) oraz aktorka filmowa i telewizyjna. 

## Wybrana filmografia
- 1968: Trzy godziny miłości (Tri sata za ljubav)
- 1970: Kto śpiewa – nie grzeszy (Tko pjeva zlo ne misli)
- 1973: Życie dla miłości (Živjeti od ljubavi)
- 1979: Živi bili pa vidjeli
- 1979: Godisnja doba Zeljke, Visnje i Branke
- 1986–1987: Putovanje u Vučjak